# Ladislav Német
Ladislav Német (Ладислав Немет; Odžaci, 7 settembre 1956) è un cardinale, arcivescovo cattolico e missionario serbo, dal 5 novembre 2022 arcivescovo metropolita di Belgrado e dal 25 settembre 2021 vicepresidente del Consiglio delle conferenze dei vescovi d'Europa.

## Biografia
Ladislav Német è nato a Odžaci il 7 settembre 1956.

### Formazione e ministero sacerdotale
Ha frequentato la scuola media presso il ginnasio diocesano "Paulinum" di Subotica dal 1971 al 1976. È poi entrato nella Società del Verbo Divino e ha compiuto gli studi di filosofia e teologia a Pieniężno.
L'8 settembre 1982 ha emesso la professione solenne e il 1º maggio successivo è stato ordinato presbitero. Dal 1983 al 1985 ha prestato servizio in Jugoslavia. Nel 1985 è stato inviato a Roma per studi. Nel 1987 ha conseguito il dottorato in teologia dogmatica presso la Pontificia Università Gregoriana a Roma. Dal 1987 al 1994 ha operato come missionario nelle Filippine nell'ambito della pastorale universitaria. Nel 1994 è stato trasferito in Austria e poi è stato professore di teologia a Mödling, prefetto a San Gabriele; assistente in una parrocchia vicina e collaboratore della missione della Santa Sede presso l'Ufficio delle Nazioni Unite ed Agenzie specializzate a Vienna dal 2000 al 2004 e professore di teologia presso la Facoltà di teologia dei gesuiti a Zagabria. Dal 2004 al 2007 è stato provinciale della provincia ungherese del suo ordine e nel luglio del 2006 è stato eletto segretario generale della Conferenza episcopale ungherese. È stato anche docente di missiologia presso l'Istituto superiore di teologia per i religiosi "Sapientia" di Budapest.

### Ministero episcopale
Il 23 aprile 2008 papa Benedetto XVI lo ha nominato vescovo di Zrenjanin. Ha ricevuto l'ordinazione episcopale il 5 luglio successivo dal cardinale Péter Erdő, arcivescovo metropolita di Esztergom-Budapest, co-consacranti l'arcivescovo Juliusz Janusz, nunzio apostolico in Ungheria, e il vescovo emerito di Zrenjanin László Huzsvár. Durante la liturgia, la messa è stata letta in ungherese e i Vangeli in ungherese, croato, tedesco e bulgaro. Il rito della consacrazione episcopale è stato letto in latino, croato e ungherese.
Nel gennaio del 2017 ha compiuto la visita ad limina.
Il 16 marzo 2016 è stato eletto presidente della Conferenza episcopale internazionale dei Santi Cirillo e Metodio. Dall'aprile del 2011 al 16 marzo 2016 era stato segretario generale della stessa.
Il 25 settembre 2021 è stato nominato vicepresidente dal Consiglio delle conferenze dei vescovi d'Europa.
Il 5 novembre 2022 papa Francesco lo ha nominato arcivescovo metropolita di Belgrado; è succeduto a Stanislav Hočevar, dimissionario per raggiunti limiti di età. Il 10 dicembre successivo ha preso possesso dell'arcidiocesi.
Il 6 ottobre 2024 il papa ne ha annunciato la creazione a cardinale nel Concistoro previsto per il 7 dicembre dello stesso anno.
L'11 gennaio 2025 è stato nominato membro del Dicastero per la promozione dell'unità dei cristiani.
Il 7 e 8 maggio 2025 ha partecipato come cardinale elettore al conclave che ha portato all'elezione di papa Leone XIV. Il 24 maggio successivo ha preso possesso del titolo cardinalizio di Santa Maria Stella Maris.
Oltre all'ungherese e al serbo, parla l'inglese, il tedesco, il polacco, l'italiano e il croato.

## Genealogia episcopale e successione apostolica
La genealogia episcopale è:
- Cardinale Scipione Rebiba
- Cardinale Giulio Antonio Santori
- Cardinale Girolamo Bernerio, O.P.
- Arcivescovo Galeazzo Sanvitale
- Cardinale Ludovico Ludovisi
- Cardinale Luigi Caetani
- Cardinale Ulderico Carpegna
- Cardinale Paluzzo Paluzzi Altieri degli Albertoni
- Papa Benedetto XIII
- Papa Benedetto XIV
- Papa Clemente XIII
- Cardinale Enrico Benedetto Stuart
- Papa Leone XII
- Cardinale Chiarissimo Falconieri Mellini
- Cardinale Camillo Di Pietro
- Cardinale Mieczysław Halka Ledóchowski
- Cardinale Jan Maurycy Paweł Puzyna de Kosielsko
- Arcivescovo Józef Bilczewski
- Arcivescovo Bolesław Twardowski
- Arcivescovo Eugeniusz Baziak
- Papa Giovanni Paolo II
- Cardinale Péter Erdő
- Cardinale Ladislav Német, S.V.D.

La successione apostolica è:
- Vescovo Slavko Večerin (2020)
- Vescovo Mirko Štefković (2024)